# Eduard Sandifort
Eduard Sandifort, född 14 november 1742, död 12 februari 1814, var en nederländsk anatom.
Sandifort, som var professor i Leiden, var en av Nederländernas främsta anatomer. Hans mest betydande skrifter är Observationes anatomico-pathologicæ (1778), Excercitationes anatomicoacademicæ (1783-85) och Museum anatomicum academiæ Lugduno-Batavæ (1789-93), fortsatt av hans son och efterträdare, Gerard Sandifort (1779-1848). 
Sandifort översatte Nils Rosén von Rosensteins "Underrättelser om barns sjukdomar och deras botemedel" till nederländska och gjorde därvid en mängd tillägg, som föranledde en nederländsk biograf att tillskriva Sandiforts översättning ett större värde än originalet. Sandifort invaldes 1768 som utländsk ledamot av Vetenskapsakademien i Stockholm.